# Jevgeņijs Semerjaks
Jevgeņijs Semerjaks ros. Евгений Степанович Семеряк – Jewgienij Stiepanowicz Siemieriak (ur. 9 maja 1961 w Incie, ZSRR) – radziecki i łotewski hokeista. Reprezentant Łotwy.

## Kariera
- berzs Latvijas (1980-1981)
- Dinamo Ryga (1981-1991)
- Podhale Nowy Targ (1991-1992)
- Dynama Mińsk
- EV Ravensburg (1998-1999)
- FC Barcelona
- EV Ravensburg (1998-1999)

Hokej trenował od 6. roku życia. Celem odbycia służby wojskowej w 1978 przeniósł się do Mińska w Białoruskiej SRR, gdzie grał nadal w hokeja. W 1980 trafił do Rygi w Łotewskiej SRR. W sezonie 1980/1981 grał w drużynie berzs Latvijas wraz z nim m.in. Sergejs Povečerovskis, Valērijs Vauļins. Następnie wieloletni zawodnik Dinama Ryga. Grał w radzieckich rozgrywkach Wysszaja Liga i w ramach mistrzostw ZSRR. Największym sukcesem tej drużyny było wicemistrzostwo Związku Radzieckiego w 1988. W barwach Dinama rozegrał 10 sezonów do 1991. Równolegle ukończył studia w Instytucie Fizkultury w Rydze. W sezonie 1991/1992 grał w lidze polskiej w drużynie z Nowego Targu. W tym czasie jego partnerami w skutecznym ataku byli Polak Janusz Hajnos i Rosjanin Siergiej Agiejkin. Przez jeden sezon grał w Dynamie Mińsk.
Następnie grał w Niemczech (wówczas ponownie występował z nim Agiejkin) i w Hiszpanii. Po zakończeniu kariery zawodniczej pozostał na stałe w Hiszpanii. Pełnił funkcję trenera klubu FC Barcelona.
W barwach Łotwy uczestniczył w turniejach mistrzostw świata 1993 (Grupa C) i 1995 (Grupa B).
Jego partnerem w drużynie Dinama Ryga był Oļegs Znaroks, z którym obaj przyjaźnią się.

## Sukcesy i wyróżnienia
Reprezentacyjne
- Awans do Grupy B mistrzostw świata: 1993 z Łotwą

Klubowe
- Srebrny medal mistrzostw ZSRR: 1988 z Dinamem Ryga
- Brązowy medal mistrzostw Polski: 1992 z Podhalem

Indywidualne
- I liga polska w hokeju na lodzie (1991/1992):
  - Pierwsze miejsce w klasyfikacji kanadyjskiej: 57 punktów (23 gole i 34 asysty)
  - Pierwsze miejsce w klasyfikacji asyst: 34 asysty